# 北高加索行動 (1918年—1919年)
北高加索行動 发生于1918年12月至1919年3月的俄罗斯内战期间。通过这次行动，白军占领了整个北高加索，而红军撤退到阿斯特拉罕和伏尔加河三角洲。